# Friedrich Klose

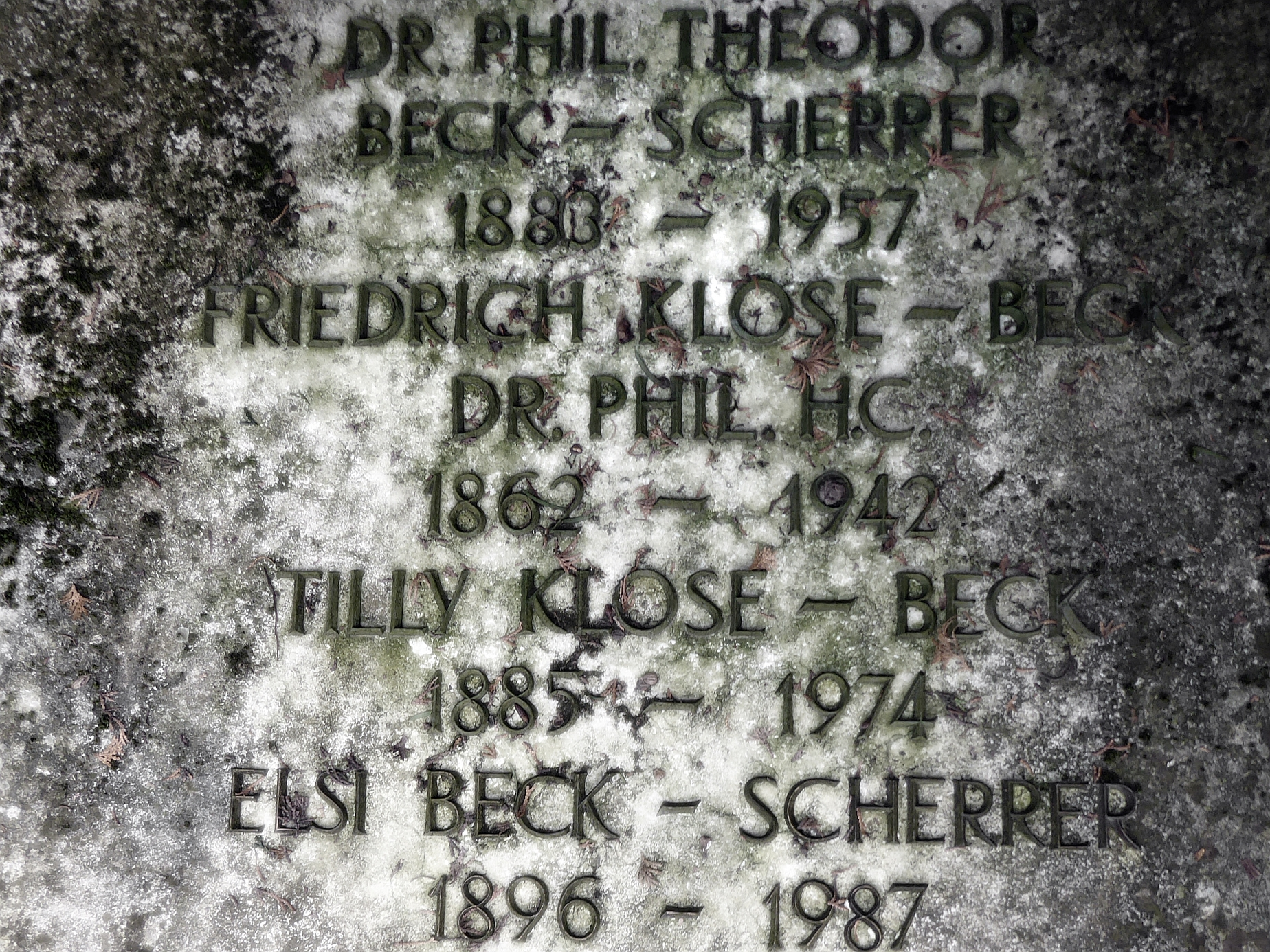
Familiengrab auf dem Friedhof am Hörnli, Riehen, Basel-Stadt

Friedrich Klose (* 29. November 1862 in Karlsruhe; † 24. Dezember 1942 in Ruvigliana) war ein deutscher Komponist und Musikpädagoge.

## Leben
Friedrich Klose war der Sohn des Hauptmann im Generalstab Karl Klose (1818–1907). Dieser pflegte Kontakt zu Joseph Victor von Scheffel.
Klose war Schüler von Vinzenz Lachner und studierte danach in Wien bei Anton Bruckner. Von 1906 bis 1907 unterrichtete er am Konservatorium von Basel. Dort gehörte u. a. Willy Bredschneider zu seinen Schülern. Anschließend war er als Nachfolger Ludwig Thuilles bis 1919 Kompositionslehrer an der Akademie der Tonkunst in München, wo unter anderem Max Butting, Wilhelm Petersen, Philippine Schick und Paul Ben-Haim zu seinen Schülern zählten. Danach lebte er bis zu seinem Tod in der Schweiz. 1942 wurde ihm anlässlich seines 80. Geburtstages von der Universität Bern die Ehrendoktorwürde verliehen.
Nach 1918 betrachtete Klose sein musikalisches Schaffen als abgeschlossen, veröffentlichte keine Kompositionen mehr und widmete sich dem Verfassen von Erinnerungsbüchern.

## Tonsprache
Friedrich Klose war ein vorwiegend von außermusikalischen Vorlagen inspirierter Komponist in der Nachfolge der Neudeutschen Schule. Vor allem von Richard Wagner und Hector Berlioz gingen starke Impulse für sein Werk aus, während Einflüsse seines Lehrers Bruckner eher spärlich sind. Kloses Werke zeichnen sich durch intensive motivische Arbeit unter Einbeziehung von Thementransformationstechniken sowie dichten kontrapunktischen Satz und daraus resultierende chromatisch angereicherte Harmonik aus. Seine Orchesterbehandlung ist von großem Klangfarbenreichtum geprägt.
Da er sehr langsam und sorgfältig komponierte, blieb der Umfang von Kloses Werkverzeichnis gering. Die meisten Musikgattungen bedachte er nur mit einem einzigen, allerdings stets ambitionierten und gewichtigen Werk.

## Werke

### Bühnenwerk
- Ilsebill. Das Märlein vom Fischer und seiner Frau, Dramatische Sinfonie (Musikdrama); Libretto: Hugo Hoffmann (1902, UA Karlsruhe 7. Juni 1903)

### Chorwerke
- Asklepiadische Strophen für Männerchor (nach Heinrich Leuthold, 1888)
- Messe d-Moll für Soli, Chor, Orchester und Orgel op. 6 (1889)
  - Andante religioso op. 9 (nachkomponiertes Orchesterzwischenspiel zur Messe op. 6, 1894)
  - Vidi Aquam für Soli, Chor, Orchester und Orgel op. 10 (nachkomponiertes Vorspiel zur Messe op. 6, 1894)
  - Ave Maria für Sopran und Orchester op. 11 (nachkomponiertes Zwischenspiel zur Messe op. 6, 1894)
  - O salutaris hostia für Sopran, Tenor und Orchester op. 12 (nachkomponiertes Offertorium zur Messe op. 6, 1894)
- Vier Gesänge für Männerchor (1905)
- Die Wallfahrt nach Kevlaar, Ballade für Sprecher, drei Chöre, Orchester und Orgel (nach Heinrich Heine, 1911)
- Ein Festgesang Neros für Tenor, Chor, Orchester und Orgel (nach Victor Hugo, 1912)
- Der Sonne-Geist, Oratorium für Soli, Chor, Orchester und Orgel (nach Alfred Mombert, 1917)

### Lieder
- 14 Lieder für Singstimme und Klavier opp. 1-5 (1886/87)
- Verbunden, Liederzyklus für Mezzosopran und Klavier op. 8 (nach Friedrich Rückert, 1888)
- Fünf Gesänge nach Giordano Bruno für Singstimme und Klavier (1918)

### Orchesterwerke
- Jeanne d'Arc, Sinfonische Dichtung (vor 1881)
- Loreley, Sinfonische Dichtung (vor 1881)
- Elfenreigen (1892)
- Festzug (1892)
- Das Leben ein Traum, Sinfonische Dichtung mit Sprecher und Schlusschor für Frauenstimmen (1896)

### Sonstige Instrumentalwerke
- Elegie für Violine oder Viola und Klavier op. 7 (1889)
- Präludium und Doppelfuge c-Moll über ein Thema von Anton Bruckner für Orgel mit Schlusschoral für Blechbläser (1907)
- Streichquartett Es-Dur Ein Tribut in vier Raten entrichtet an Seine Gestrengen den deutschen Schulmeister (1911)

### Schriften
- Meine Lehrjahre bei Bruckner. 1927.
- Bayreuth. Eindrücke und Erlebnisse. 1929.